# タイム誌の表紙を飾った人物の一覧 (1970年代)
タイム誌の表紙を飾った人物の一覧 (1970年代)（タイムしのひょうしをかざったじんぶつのいちらん 1970ねんだい）は、1970年代に『タイム』誌の表紙を飾った人物の一覧である。『タイム』誌の創刊は1923年である。同誌がアメリカ合衆国を代表するニュース雑誌としての地位を確立するにつれ、その表紙に登場することは、その人物の特筆性、名声、あるいは、悪名の証しであると考えられるようになっていった。表紙に登場した人物については、特集記事が組まれるのが例となっていた。
| タイム誌の表紙を飾った人物の一覧                                                                   |
| -------------------------------------------------------------------------------------------------- |
| 1920年代-1930年代-1940年代 1950年代-1960年代-1970年代-1980年代-1990年代 2000年代-2010年代-2020年代 |

## 1970年
- 1月5日 -  ミドル・アメリカの人々 (Middle Americans)、マン・アンド・ウーマン・オブ・ザ・イヤー (Man and Woman of the Year)
- 1月12日 - / ザ・バンド (The Band)
- 1月19日 -  ナジブ・ハラビー (Najeeb Halaby)
- 1月26日 -  ビアフラ：反乱の終わり (Biafra: End of a Rebellion)
- 2月2日 -  バリー・コモナー (Barry Commoner)
- 2月9日 -  アメリカン・インディアン (The American Indian)
- 2月16日 -  ジェーン・フォンダ、ヘンリー・フォンダ、ピーター・フォンダ (Jane, Henry & Peter Fonda)
- 2月23日 -  アニタ・キャスパリー (Anita Caspary)、ジェームズ・シャノン (James Shannon)
- 3月2日 -  日本のエクスポ '70 (Japan's Expo '70)
- 3月9日 -  人種統合 (Integration)
- 3月16日 -  若者を蝕むヘロイン (Heroin Hits the Young)
- 3月23日 -  非効率なアメリカ (Inefficient America)
- 3月30日 -  合衆国の郵便ストライキ (U.S. Postal Strike)
- 4月6日 -  ジェシー・ジャクソン (Jesse Jackson)
- 4月13日 -  ギュンター・グラス (Günter Grass)
- 4月20日 -  リチャード・ニクソン (Richard Nixon)
- 4月27日 -  宇宙飛行士ラヴェル、ヘイズ、スワイガート (Astronauts Lovell, Haise & Swigert)
- 5月4日 -  レオニード・ブレジネフ (Leonid Brezhnev)
- 5月11日 - カンボジア侵攻 (Cambodian Invasion)
- 5月18日 -  合衆国の学生のプロテスト (U.S. Student Protest)
- 5月25日 -  ウィリアム・マスターズ (William Masters) とヴァージニア・ジョンソン (Virginia Johnson)
- 6月1日 -  アーサー・バーンズ (Arthur Burns)
- 6月8日 -  リチャード・ニクソン (Richard Nixon)、ヘンリー・キッシンジャー (Henry Kissinger)、ジョン・N・ミッチェル (John N. Mitchell)、ジョン・アーリックマン (John Ehrlichman、H・R・ハルデマン (H. R. Haldeman)
- 6月15日 -  マイク・ニコルズ (Mike Nichols)
- 6月22日 - 中東の混乱 (Middle East Turmoil)
- 6月29日 -  エドワード・ヒース (Edward Heath)
- 7月6日 -  国旗をめぐる争い (Fight over the Flag)
- 7月13日 -  ジェリー・ヴァーノン・ウィルソン (Jerry Vernon Wilson)
- 7月20日 -  ヘンリー・フォード2世 (Henry Ford II)
- 7月27日 -  アラスカ州 (Alaska)
- 8月3日 -  アメリカの高齢者 (Aged in America)
- 8月10日 -  ウィリアム・P・ロジャース (William P. Rogers)
- 8月17日 -  ジェネレーションギャップ (Generation Gap)
- 8月24日 -  ハワード・ステイン (Howard Stein)
- 8月31日 -  ケイト・ミレット (Kate Millett)
- 9月7日 -  エリオット・グールド (Elliott Gould)
- 9月14日 -  ジョン・フェアチャイルド (John Fairchild)
- 9月12日 -  スカイジャック (Skyjacking)
- 9月28日 -  アラブ・ゲリラ (The Arab Guerillas)
- 10月5日 -  リチャード・ニクソン (Richard Nixon)
- 10月12日 -  ガマール・アブドゥル＝ナーセル (Gamal Abdel Nasser)
- 10月19日 -  サルバドール・アジェンデ (Salvador Allende)
- 10月26日 -  上院をめざす戦い (Battle for the Senate)
- 11月2日 - 都市ゲリラ (The Urban Guerillas)
- 11月9日 - ブルーカラー・パワー (Blue Collar Power)
- 11月16日 -  アドレイ・スティーヴンソン3世 (Adlai Stevenson III)、ジョン・V・タニー (John V. Tunney)、ジェームズ・L・バックリー (James L. Buckley)、ビル・ブロック (Bill Brock)
- 11月23日 -  ビッグバード (Big Bird)
- 11月30日 -  マーサ・ミッチェル (Martha Mitchell)
- 12月7日 -  アメリカ人捕虜 (American POW's)
- 12月14日 -  合衆国のインフレーション (U.S. Inflation)
- 12月21日 -  エルモ・ズムウォルト (Elmo Zumwalt)
- 12月28日 -  合衆国の家族 (The U.S. Family)

## 1971年
- 1月4日 -  ヴィリー・ブラント (Willy Brandt)、マン・オブ・ザ・イヤー (Man of the Year)
- 1月11日 -  アリ・マッグロー (Ali MacGraw)
- 1月18日 -  合衆国の監獄 (U.S. Prisons)
- 1月25日 -  フィリップ＆ダニエル・ベリガン (Philip & Daniel Berrigan)
- 2月1日 -  カール・アルバート (Carl Albert)
- 2月8日 -  福祉の迷路 (The Welfare Maze)
- 2月15日 -  クレイトン・エイブラムス (Creighton Abrams)
- 2月22日 -  アメリカの頭を冷やす (The Cooling of America)
- 3月1日 -  ジェームス・テイラー (James Taylor)
- 3月8日 -  ジョー・フレージャー (Joe Frazier) とモハメド・アリ (Muhammad Ali)
- 3月15日 -  サバービア (Suburbia)
- 3月22日 -  ジョージ・C・スコット (George C. Scott)
- 3月29日 -  コンスタンチン・カツシェフ (Konstantin Katushev)、 キリル・マズロフ (Kirill Mazurov)、 レオニード・ブレジネフ (Leonid Brezhnev)、アレクサンドル・シェレーピン (Alexander Shelepin)、ドミトリー・ポリャンスキー (Dmitry Polyansky)
- 4月5日 -  航空宇宙産業 (Aerospace Industry)
- 4月12日 -  ウィリアム・カリー (William Calley)
- 4月19日 -  新しい遺伝学 (The New Genetics)
- 4月26日 -  北京のアメリカ人 (Yanks in Peking)
- 5月3日 - / アレクシス・スミス (Alexis Smith)
- 5月10日 -  盛田昭夫 (Akio Morita)
- 5月17日 -  アンワル・サダト (Anwar Sadat)
- 5月24日 -  1971年の卒業生 (The Graduate, 1971)
- 5月31日 -  ジミー・カーター (Jimmy Carter)
- 6月7日 -  ディック・キャベット (Dick Cavett)
- 6月14日 -  エディ・コックス (Eddie Cox) とトリシア・ニクソン (Tricia Nixon)
- 6月21日 -  イエス革命 (The Jesus Revolution)
- 6月28日 -  ペンタゴン・ペーパーズ (The Pentagon Papers)[1]
- 7月5日 -  ダニエル・エルズバーグ (Daniel Ellsberg)
- 7月12日 -  ジョー・コロンボ (Joe Colombo)
- 7月19日 -  リー・トレビノ (Lee Trevino)
- 7月26日 -  ヘンリー・キッシンジャー (Henry Kissinger) とリチャード・ニクソン (Richard Nixon)
- 8月2日 -  パキスタン難民 (Pakistan Refugees)
- 8月9日 -  デイヴィッド・スコット (David Scott)、ジェームズ・アーウィン (James Irwin)、アルフレッド・ウォーデン (Alfred Worden)
- 8月16日 -  ジョージ・シュルツ (George Shultz) とアーサー・バーンズ (Arthur Burns)
- 8月23日 -  ヴァイダ・ブルー (Vida Blue)
- 8月30日 -  リチャード・ニクソン (Richard Nixon)
- 9月6日 -  ジョージ・ミーニー (George Meany)
- 9月13日 -  エドマンド・マスキー (Edmund Muskie)
- 9月20日 -  B・F・スキナー (B. F. Skinner)
- 9月27日 -  アッティカ刑務所暴動 (Attica Prison Riots)
- 10月4日 -  裕仁（昭和天皇） (Emperor Hirohito)
- 10月11日 -  新しいスパイ (The New Spy)
- 10月18日 -  ジョン・コナリー (John Connally)
- 10月25日 -  ジーザス・クライスト・スーパースター (Jesus Christ Superstar)
- 11月1日 -  ウィリアム・レンキスト (William Rehnquist) とルイス・パウエル・ジュニア (Lewis Powell, Jr.)
- 11月8日 -  周恩来 (Chou En-lai)
- 11月15日 -  バス通学の戦い (Battle over Busing)
- 11月22日 -  ビヴァリー・シルズ (Beverly Sills)
- 11月29日 -  エドワード・ケネディ (Edward Kennedy)
- 12月6日 -  インディラ・ガンディー (Indira Gandhi) と ヤヒヤー・ハーン (Yahya Khan)
- 12月13日 -  宇宙開発 (Space Exploration)
- 12月20日 -  バングラデシュの誕生 (Birth of Bangladesh)
- 12月27日 - 善きサマリア人 (The Good Samaritan)（レアンドロ・バレスコが描いたステンドグラス (stained glass depiction by Leandro Velasco)）

## 1972年
- 1月3日 -  リチャード・ニクソン (Richard Nixon)、マン・オブ・ザ・イヤー (Man of the Year)
- 1月10日 - IRAの戦闘員 (IRA Fighter)
- 1月17日 -  ロジャー・ストーバック (Roger Staubach) とボブ・グリーシー (Bob Griese)
- 1月24日 -  ハワード・ヒューズ (Howard Hughes)
- 1月31日 -  フリップ・ウィルソン (Flip Wilson)
- 2月7日 -  ヘンリー・キッシンジャー (Henry Kissinger)
- 2月14日 -  ロバート・コール (Robert Coles)
- 2月21日 -  クリフォード・アーヴィング (Clifford Irving)
- 2月28日 -  ライザ・ミネリ (Liza Minnelli)
- 3月6日 - / ニクソンの中国訪問 (Nixon in China)
- 3月13日 -  合衆国は破産するか？ (Is the U.S. Going Broke?)
- 3月20日 -  アメリカの女性 (The American Woman)
- 3月27日 -  ジョージ・ウォレス (George Wallace)
- 4月3日 -  ジャック・アンダーソン (Jack Anderson)
- 4月10日 -  ユダヤ人であることは何を意味するか (What It Means to be Jewish)
- 4月17日 - / ベトナム (Viet Nam)
- 4月24日 -  ギャングの争い (Gang War)
- 5月1日 -  リチャード・ニクソン (Richard Nixon)
- 5月8日 -  ジョージ・マクガヴァン (George McGovern)
- 5月15日 -  ヴォー・グエン・ザップ (Võ Nguyên Giáp)
- 5月22日 -  ハイフォン港湾爆撃 (Haiphong Harbor)
- 5月29日 -  レオニード・ブレジネフ (Leonid Brezhnev)
- 6月5日 - / モスクワ首脳会談 (Moscow Summit)
- 6月12日 -  ケモンズ・ウィルソン (Kemmons Wilson)
- 6月19日 -  オカルト・リバイバル (The Occult Revival)
- 6月26日 -  エドウィン・ランド (Edwin Land)
- 7月3日 -  ウディ・アレン (Woody Allen)
- 7月10日 -  ジョニー・ベンチ (Johnny Bench)
- 7月17日 -  ケネス・エルステイン (Kenneth Elstein)
- 7月24日 -  ジョージ・マクガヴァン (George McGovern) とトマス・イーグルトン (Thomas Eagleton)
- 7月31日 -  ボリス・スパスキー (Boris Spassky) と ボビー・フィッシャー (Bobby Fischer)
- 8月7日 -  トマス・イーグルトン (Thomas Eagleton)
- 8月14日 -  サージェント・シュライヴァー (Sargent Shriver) とジョージ・マクガヴァン (George McGovern)
- 8月21日 -  セックスとティーンエイジャー (Sex and the Teenager)
- 8月28日 -  リチャード・ニクソン (Richard Nixon) とスピロ・アグニュー (Spiro Agnew)
- 9月4日 - ヘロインに対するグローバルな戦い (Global War on Heroin)
- 9月11日 -  マーク・スピッツ (Mark Spitz)
- 9月18日 -  オリンピックにおける殺人事件 (Murder at the Olympics)
- 9月25日 -  レッド・フォックス (Redd Foxx、ビア・アーサー (Bea Arthur)、キャロル・オコナー (Carroll O'Connor)
- 10月2日 -  リチャード・ニクソン (Richard Nixon) とジョージ・マクガヴァン (George McGovern)
- 10月9日 -  パット・ニクソン (Pat Nixon) とエレノア・マクガヴァン (Eleanor McGovern)
- 10月16日 -  ジョー・ネイマス (Joe Namath)
- 10月23日 -  選挙運動資金 (Campaign Financing)
- 10月30日 -  ヘンリー・キッシンジャー (Henry Kissinger)
- 11月13日 -  リチャード・バック (Richard Bach)
- 11月20日 -  リチャード・ニクソン (Richard Nixon)
- 11月27日 -  アーネスト&ジュリオ・ギャロ (Ernest and Julio Gallo)
- 12月4日 -  リヴ・ウルマン (Liv Ullmann)
- 12月11日 -  ドン・シューラ (Don Shula)
- 12月18日 - 栄養 (Nutrition)
- 12月25日 - スキー (Skiing)

## 1973年
- 1月1日 -  ヘンリー・キッシンジャー (Henry Kissinger) とリチャード・ニクソン (Richard Nixon)、タイム・メン・オブ・ザ・イヤー (Time Men of the Year)
- 1月8日 - 爆撃問題 (The Bombing Question)
- 1月15日 -  議会の危機 (Crisis in Congress)
- 1月22日 -  マーロン・ブランド (en:Marlon Brando)
- 1月29日 -  2期目のニクソン政権 (Nixon's Second Term)
- 2月5日 - ベトナム停戦 (Vietnam Cease-Fire)
- 2月12日 -  イアン・アンダーソン (Ian Anderson)、 ロバータ・フラック (Roberta Flack)、ハリー・ニルソン (Harry Nilsson)、キャロル・キング (Carole King)
- 2月19日 -  捕虜の家族 - POW Families)
- 2月26日 -  ジョージ・シュルツ (George Shultz)
- 3月5日 -  カルロス・カスタネダ (Carlos Castaneda)
- 3月12日 - ヨーロッパ (Europe)
- 3月19日 -  ロバート・A・グッド (Robert A. Good)
- 3月26日 -  L・パトリック・グレイ (L. Patrick Gray)
- 4月2日 -  ムアンマル・カダフィ (Muammar Gaddafi)
- 4月9日 - 食糧の価格 (Food Prices)
- 4月16日 -  サム・アーヴィン (Sam Ervin)
- 4月23日 -  ペドロ・アルペ (Pedro Arrupe)
- 4月30日 -  ウォーターゲート事件 (The Watergate Scandal)
- 5月7日 -  ゲオルク・ショルティ (Georg Solti)
- 5月14日 -  リチャード・ニクソン (Richard Nixon)
- 5月21日 -  ジョン・ミッチェル (John Mitchell)
- 5月28日 -  ウォーターゲートの露見 (Watergate Revelations)
- 6月4日 -  リチャード・ニクソン (Richard Nixon)
- 6月11日 -  セクレタリアト (Secretariat)（競走馬）
- 6月18日 -  合衆国の経済 (The U.S. Economy)
- 6月25日 -  レオニード・ブレジネフ (Leonid Brezhnev)
- 7月2日 -  ジョン・ディーン (John Dean)
- 7月9日 -  ジョン・ディーン (John Dean) とリチャード・ニクソン (Richard Nixon)
- 7月16日 -  マリリン・モンロー (Marilyn Monroe) とノーマン・メイラー (Norman Mailer)
- 7月23日 -  ジョン・ミッチェル (John Mitchell)
- 7月30日 -  リチャード・ニクソン (Richard Nixon) とサム・アーヴィン (Sam Ervin)
- 8月6日 -  憲法上の難題 (Constitutional Challenge)
- 8月13日 -  ウェンデル・アンダーソン (Wendell Anderson)
- 8月20日 -  スピロ・アグニュー (Spiro Agnew) とリチャード・ニクソン (Richard Nixon)
- 8月27日 -  ニクソンの諸問題 (Nixon's Problems)
- 9月3日 -  ヘンリー・キッシンジャー (Henry Kissinger)
- 9月10日 -  ボビー・リッグス (Bobby Riggs)
- 9月17日 -  ハンバーガー帝国 (Hamburger Empire)
- 9月24日 -  サルバドール・アジェンデ (Salvador Allende)
- 10月1日 -  スピロ・アグニュー (Spiro Agnew)
- 10月8日 -  スピロ・アグニュー (Spiro Agnew)
- 10月15日 -  中東戦争 (Middle East War)
- 10月22日 -  ジェラルド・フォード (Gerald Ford)
- 10月29日 -  アーチボルド・コックス (Archibald Cox) とリチャード・ニクソン (Richard Nixon)
- 11月5日 -  リチャード・ニクソン (Richard Nixon)
- 11月12日 -  ニクソンの陪審員団：人民 (Nixon's Jury: The People)
- 11月19日 -  サウジアラビア国王ファイサル (King Faisal of Saudi Arabia)
- 11月26日 -  ピーター・フォーク (Peter Falk)
- 12月3日 -  ザ・ビッグ・フリーズ (The Big Freeze)
- 12月10日 -  ローズ・メアリー・ウッズ (Rose Mary Woods)
- 12月17日 -  ジェラルド・フォード (Gerald Ford)、ベティ・フォード (Betty Ford) 夫妻
- 12月24日 -  子どもの世界：1973年のクリスマス (The Child's World: Christmas 1973)
- 12月31日 -  大きな車 (The Big Car)

## 1974年
- 1月7日 -  ジョン・シリカ (John Sirica)、マン・オブ・ザ・イヤー (Man of the Year)
- 1月14日 - 脳の内部 (Inside the Brain)
- 1月21日 -  ウィリアム・E・サイモン (William E. Simon)
- 1月28日 -  暴露テープ (The Telltale Tape)
- 2月4日 -  ティップ・オニール (Tip O'Neill)
- 2月11日 -  ジェームズ・シュレシンジャー (James Schlesinger)
- 2月18日 -  エクソン (Exxon)
- 2月25日 -  アレクサンドル・ソルジェニーツィン (Aleksandr Solzhenitsyn)
- 3月4日 - 超能力者たち (The Psychics)
- 3月11日 -  レオン・ジャウォスキー (Leon Jaworski)
- 3月18日 -  映画『華麗なるギャツビー (The Great Gatsby)』のロバート・レッドフォード (Robert Redford) とミア・ファロー (Mia Farrow)
- 3月25日 -  ジェームズ・D・セント・クレア (James D. St. Clair)
- 4月1日 -  ヘンリー・キッシンジャー (Henry Kissinger)
- 4月8日 - 世界的インフレーション (World Inflation)
- 4月15日 -  リチャード・ニクソン (Richard Nixon)
- 4月22日 -  アルコール依存症 (Alcoholism)
- 4月29日 -  パティ・ハースト (Patty Hearst)
- 5月6日 -  マール・ハガード (Merle Haggard)
- 5月13日 -  リチャード・ニクソン (Richard Nixon)
- 5月20日 -  崩壊するニクソン政権 (Nixon's Collapsing Presidency)
- 5月27日 - 中東の虐殺 (Mid-East Massacres)
- 6月3日 -  レジー・ジャクソン (Reggie Jackson)
- 6月10日 -  ヘンリー・キッシンジャー (Henry Kissinger)
- 6月17日 -  中流階級の黒人 (Middle-Class Blacks)
- 6月24日 -  リチャード・ニクソン (Richard Nixon) と アンワル・サダト (Anwar Sadat)
- 7月1日 -  リチャード・ニクソン (Richard Nixon) と レオニード・ブレジネフ (Leonid Brezhnev)
- 7月8日 -  報道：公正か不当か (The Press: Fair or Foul)
- 7月15日 -  アメリカにおけるリーダーシップ (Leadership in America)
- 7月22日 -  ニクソン  (|Nixon) と最高裁判所 (The Supreme Court)
- 7月29日 -  共和党員たちと弾劾 (Republicans & Impeachment) - チャールズ・E・ウィギンズ (Charles E. Wiggins)、ロバート・マクロリー (Robert McClory)、ウィリアム・コーエン (William Cohen)
- 8月5日 -  ピーター・W・ロディノ (Peter W. Rodino)
- 8月12日 -  ジャック・ニコルソン (Jack Nicholson)
- 8月19日 -  ジェラルド・フォード (Gerald Ford)
- 8月26日 -  ジェラルド・フォード (Gerald Ford)
- 9月2日 -  ネルソン・ロックフェラー (Nelson Rockefeller)
- 9月9日 - 経済 (The Economy)
- 9月16日 -  リチャード・ニクソン (|Nixon)
- 9月23日 -  ジェラルド・フォード (Gerald Ford)
- 9月30日 -  ウィリアム・コルビー (William Colby)
- 10月7日 -  ベティ・フォード (Betty Ford)、ジョーン・ケネディ (Joan Kennedy)、 パット・ニクソン (Pat Nixon)
- 10月14日 -  ジェラルド・フォード (Gerald Ford)
- 10月21日 -  ジェリー・ブラウン (Jerry Brown)
- 10月28日 -  メアリー・タイラー・ムーア (Mary Tyler Moore) とヴァレリー・ハーパー (Valerie Harper)
- 11月4日 -  イラン帝国皇帝（シャー）モハンマド・レザー・パフラヴィー (Shah of Iran Mohammad Reza Pahlavi)
- 11月11日 -  ヤーセル・アラファート (Yasser Arafat)
- 11月18日 -  デヴィッド・ボレン (David L. Boren)、ジェリー・ブラウン (Jerry Brown)、デイル・バンパース (Dale Bumpers)、ヒュー・L・ケアリー (Hugh Carey)、マイケル・デュカキス (Michael Dukakis)、ジョン・グレン (John Glenn)、エラ・グラッソ (Ella Grasso)、ゲイリー・ハート (Gary Hart)
- 11月25日 -  大幅賃上げ、労働者、インフレーション(The Big Raise. Labor & Inflation)
- 12月2日 -  イツハク・ラビン (Yitzhak Rabin)
- 12月9日 -  景気後退 (The Recession)
- 12月16日 -  ジョニ・ミッチェル (Joni Mitchell)
- 12月23日 -  アメリカのペット (The American Pet)
- 12月30日 -  東方の三博士 (Biblical Magi)

## 1975年
- 1月6日 -  サウジアラビア国王ファイサル (Faisal of Saudi Arabia)、マン・オブ・ザ・イヤー (Man of the Year)
- 1月13日 -  ジョン・ララー (Dr. John Laragh)
- 1月20日 -  ジェラルド・フォード (Gerald Ford)
- 1月27日 - 経済 (The Economy)
- 2月3日 -  周恩来 (Chou En-Lai)
- 2月10日 -  リベートと小さな車 (Rebates and Smaller Cars)
- 2月17日 -  ヘンリー・M・ジャクソン (Henry M. Jackson)
- 2月24日 -  バーニー・ペアレント (Bernie Parent)
- 3月3日 - 世界の武器貿易 (The World Arms Trade)
- 3月10日 -  ユダヤ系アメリカ人 (American Jews) と イスラエル Israel)
- 3月17日 -  シェール (Cher )
- 3月24日 - インドシナ (Indochina)
- 3月31日 - / ベトナム (Vietnam)
- 4月7日 -  アメリカと世界 (America & the World)
- 4月14日 - / ベトナム (Vietnam)
- 4月21日 -  ジェラルド・フォード (Gerald Ford)
- 4月28日 -  ジミー・コナーズ (Jimmy Connors)
- 5月5日 -  北ベトナムの勝利 (North Vietnamese Victory)
- 5月12日 -  ホー・チ・ミン (Ho Chi Minh)
- 5月19日 -  ミハイル・バリシニコフ (Mikhail Baryshnikov)
- 5月26日 -  マヤグエース号事件 (Mayaguez Incident)
- 6月2日 -  高齢：いかにして私たちの親世代を助けるか (Old Age: How to help our parents)
- 6月9日 -  アンワル・サダト (Anwar Sadat)
- 6月16日 -  マーゴ・ヘミングウェイ (Margaux Hemingway)
- 6月23日 -  映画『ジョーズ』の場面 (Scene from Jaws)
- 6月30日 -  犯罪 (Crime)
- 7月7日 -  エルトン・ジョン (Elton John)
- 7月14日 -  アダム・スミス (Adam Smith )
- 7月21日 - / 合衆国とソビエトの握手 (U.S. & Soviet hands shaking)
- 7月28日 -  ホワイトハウスのフォード家 (The Ford family in the White House) - ジェラルド・フォード (Gerald Ford)、ベティ・フォード (Betty Ford)、スーザン・フォード (Susan Ford)、スティーヴン・フォード (Steven Ford)、ジャック・フォード (Jck Ford)、マイケル・フォード夫妻 (Mr. & Mrs. Michael Ford)、
- 8月4日 -  ジェラルド・フォード (Gerald Ford)、 レオニード・ブレジネフ (Leonid Brezhnev)
- 8月11日 -  リスボンのトロイカ (Lisbon's Troika): オテロ・サライヴァ・デ・カルヴァーリョ (Otelo Saraiva de Carvalho)、ヴァスコ・ドス・サントス・ゴンサルヴィシュ (Vasco Goncalves)、フランシスコ・ダ・コスタ・ゴメス (Francisco da Costa Gomes)
- 8月18日 -  チャーリー・O・フィンリー (Charles O. Finley)
- 8月25日 -  イツハク・ラビン (Yitzhak Rabin)、 ヘンリー・キッシンジャー (Henry Kissinger)、 アンワル・サダト (Anwar Sadat)
- 9月1日 - 地震 (Earthquakes)
- 9月8日 -  アメリカ空軍軍曹レナード・マトロヴィッチ (Air Force Sergeant Leonard Matlovich)
- 9月15日 -  リネット・アリス・フロム (Lynette Alice Fromme)
- 9月22日 -  バスの戦い (Busing Battle)
- 9月29日 -  パティ・ハースト、別名タニア (Patty Hearst alias Tania)
- 10月6日 -  ジェラルド・フォード (Gerald Ford)
- 10月13日 -  マハリシ (The Maharishi)
- 10月20日 -  エイブラハム・ビーム (Abraham Beame)
- 10月27日 -  ブルース・スプリングスティーン (Bruce Springsteen)
- 11月3日 -  フアン・カルロス (Juan Carlos)
- 11月10日 -  サラ・コールドウェル (Sarah Caldwell)
- 11月17日 -  ドナルド・ラムズフェルド (Donald Rumsfeld、ジョージ・H・W・ブッシュ (George H. W. Bush)、ジェラルド・フォード (Gerald Ford)、ヘンリー・キッシンジャー (Henry Kissinger)
- 11月24日 -  ロナルド・レーガン (Ronald Reagan)
- 12月1日 -  ブルーミングデールズの買い物客たち (Bloomingdale's shoppers)
- 12月8日 -  L・C・グリーンウッド (L. C. Greenwood、ドワイト・ホワイト (Dwight White)、アーニー・ホームズ (Ernie Holmes)、ジョー・グリーン (Joe Greene)
- 12月15日 -  マリサ・ベレンソン (Marisa Berenson)
- 12月22日 -  J・エドガー・フーヴァー (J. Edgar Hoover)
- 12月29日 -  マザー・テレサ (Mother Teresa)

## 1976年
- 1月5日 -  ベティ・フォード (Betty Ford)、カーラ・ヒルズ (Carla Hills)、エラ・グラッソ (Ella Grasso)、バーバラ・ジョーダン (Barbara Jordan)、スージー・シャープ (Susie Sharp)、/ ジル・カー・コンウェイ (Jill Ker Conway)、 ビリー・ジーン・キング (Billie Jean King)、スーザン・ブラウンミラー ( Susan Brownmiller)、アディ・ワイアット (Addie Wyatt)、キャスリーン・バイアリー (Kathleen Byerly)、キャロル・サットン (Carol Sutton)、アリソン・チーク (Alison Cheek)、ウイミン・オブ・ザ・イヤー (Man of the Year)
- 1月12日 -  テレビ・ドラマ『デイズ・オブ・アワ・ライブス』の場面 (Scene from Days of Our Lives)
- 1月19日 -  鄧小平 (Teng Hsiao-p'ing)
- 1月26日 -  ダニエル・パトリック・モイニハン (Daniel Patrick Moynihan)
- 2月2日 -  ドロシー・ハミル (Dorothy Hamill)
- 2月9日 -  漫画『ドゥーンズベリー』 (Doonesbury)
- 2月16日 -  F・リー・ベイリー (F. Lee Bailey)
- 2月23日 -  ロッキード事件 (Lockheed Scandal)
- 3月1日 -  ゴア・ヴィダル (Gore Vidal)
- 3月8日 -  ジミー・カーター (Jimmy Carter)
- 3月15日 -  アメリカ人の旅行 (Americans on the Move)
- 3月22日 -  アメリカのシック (American Chic)
- 3月29日 -  ダスティン・ホフマン (Dustin Hoffman) とロバート・レッドフォード (Robert Redford)
- 4月5日 -  ポルノの氾濫 (The Porno Plague)
- 4月12日 - 中東の危機 (The Middle East Crisis)
- 4月19日 -  ハワード・ヒューズ (Howard Hughes)
- 4月26日 -  野球 (Baseball)
- 5月3日 - 各国の王室 (Royal Families)
- 5月10日 -  ジミー・カーター (Jimmy Carter)
- 5月17日 -  ジェラルド・フォード (Gerald Ford) とロナルド・レーガン (Ronald Reagan)
- 5月24日 -  合衆国のカトリシズム (U.S. Catholicism)
- 5月31日 -  ポール・マッカートニー (Paul McCartney)
- 6月7日 -  ウェストポイント・スキャンダル (West Point Scandal)
- 6月14日 -  エンリコ・ベルリンゲル (Enrico Berlinguer)
- 6月21日 -  ジミー・カーター (Jimmy Carter)、ロナルド・レーガン (Ronald Reagan)、ジェラルド・フォード (Gerald Ford)
- 6月28日 -  アメリカ再発見 (Rediscovering America)
- 7月4日 -  トーマス・ジェファーソン (Thomas Jefferson)
- 7月5日 -  アメリカ合衆国建国200周年 (Birthday Issue)
- 7月12日 -  害虫の襲来 (The Bugs are Coming)
- 7月19日 -  民主党全国大会 (The Democratic Convention)
- 7月26日 -  ジミー・カーター (Jimmy Carter) とウォルター・モンデール (Walter Mondale)
- 8月2日 -  ナディア・コマネチ (Nadia Comăneci)
- 8月9日 -  ジェラルド・フォード (Gerald Ford)
- 8月16日 -  病原の探求：レジオネラ症の追究 (Disease Detectives: Tracing the Philly Killer)
- 8月23日 -  問題を抱える共和党 (The G.O.P. in Trouble)
- 8月30日 -  共和党の戦略 (The G.O.P Strategy)
- 9月6日 -  性とテニス (Sex and Tennis)
- 9月13日 -  選挙運動のキックオフ (Campaign Kickoff)
- 9月20日 -  毛沢東 (Mao Tse-tung)
- 9月27日 -  南部 (The South)
- 10月4日 -  ジミー・カーター (Jimmy Carter) とジェラルド・フォード (Gerald Ford)
- 10月11日 -  イアン・スミス (Ian Smith)
- 10月18日 -  ジェラルド・フォード (Gerald Ford)
- 10月25日 -  キングコング (King Kong)
- 11月1日 -  投票必携 (Voting Your Pocketbook)
- 11月8日 -  ジミー・カーター (Jimmy Carter) とジェラルド・フォード (Gerald Ford)
- 11月15日 -  ジミー・カーター (Jimmy Carter)
- 11月22日 -  チャーリーズ・エンジェル (Charlie's Angels)
- 11月29日 -  ロバート・ラウシェンバーグ (Robert Rauschenberg)
- 12月6日 -  合法化が進む賭博 (Gambling Goes Legit)
- 12月13日 -  ハワード・ヒューズ (Howard Hughes)
- 12月20日 -  ハミルトン・ジョーダン (en:Hamilton Jordan、ウォルター・モンデール (Walter Mondale)、ジミー・カーター (Jimmy Carter)
- 12月27日 - 生命の起源となった星 (Stars: Where Life Begins）

## 1977年
- 1月3日 -  ジミー・カーター (Jimmy Carter)、マン・オブ・ザ・イヤー (Man of the Year)
- 1月10日 -  スーパーボウル：偉大なアメリカのスペクタクル (The Super Bowl: the Great American Spectacle) – オークランド・レイダース (Oakland Raiders) とミネソタ・バイキングス (Minnesota Vikings) の選手
- 1月17日 -  ルパート・マードック (Rupert Murdoch)
- 1月24日 -  アメリカのムード (America's Mood)
- 1月31日 -  大寒波 (The Big Freeze )
- 2月7日 -  エイミー・カーター (Amy Carter) と彼女の愛犬 (her dog)
- 2月14日 -  アレックス・ヘイリー (Alex Haley) とテレビ版『ルーツ』の登場人物2人 (two Roots miniseries characters)
- 2月21日 -  アンドレイ・サハロフ (Andrei Sakharov)
- 2月28日 -  リンダ・ロンシュタット (Linda Ronstadt)
- 3月7日 -  イディ・アミン (Idi Amin)
- 3月14日 -  マラベル・モーガン (Marabel Morgan)
- 3月21日 -  江青 (Chiang Ching) と毛沢東 (en:Mao ZedongMao Zedong
- 3月28日 -  リリー・トムリン (Lily Tomlin)
- 4月4日 -  ジェームズ・R・シュレシンジャー (James Schlesinger)
- 4月11日 -  飛行機の旅：安全なのか? (Air Travel: How Safe?)
- 4月18日 - DNA騒動：生命をいじり回す (DNA Furor – Tinkering with Life)
- 4月25日 -  ジミー・カーター (Jimmy Carter)
- 5月2日 -  アンクル・サム (Uncle Sam) のキャラクー
- 5月9日 -  リチャード・ニクソン (Richard Nixon) とデービッド・フロスト (David Frost)
- 5月16日 -  マフィア (Mafia)
- 5月23日 -  ハロルド・ブラウン (Harold Brown)
- 5月30日 -  メナヘム・ベギン (Menachem Begin)
- 6月6日 -  ジョディ・パウエル (Jody Powell) とハミルトン・ジョーダン (Hamilton Jordan)
- 6月13日 -  ピーター・フランプトン (Peter Frampton)、スティーブ・コーゼン (Steve Cauthen)、ウォーリー・エイモス (Wally Amos)、 コリーン・マッカラ (Colleen McCullough)
- 6月20日 -  ジェームズ・アール・レイ (James Earl Ray)
- 6月27日 -  アドルフォ・スアレス (Adolfo Suárez)
- 7月4日 -  夏 (Summer)
- 7月11日 -  若者の犯罪 (Youth Crime)
- 7月18日 -  ロッド・カルー (Rod Carew)
- 7月25日 -  1977年大停電：略奪再び (Blackout '77: Once More With Looting)
- 8月1日 -  社会生物学：新たな行動理論 (Sociobiology: A new theory of behavior)
- 8月8日 -  ジミー・カーター (Jimmy Carter)、 レオニード・ブレジネフ (Leonid Brezhnev)、 メナヘム・ベギン (Menachem Begin)、 アンワル・サダト (Anwar Sadat)、 華国鋒 (Hua Kuo-feng)、 ヘルムート・シュミット (Helmut Schmidt)
- 8月15日 -  アーサー・オックス・サルツバーガー (Arthur Ochs Sulzberger)
- 8月22日 -  パナマ運河 (Panama Canal) と アンクル・サム (Uncle Sam)
- 8月29日 -  下層階級 (The Underclass)
- 9月5日 -  フレッド・シルヴァーマン (Fred Silverman)
- 9月12日 -  高騰する住宅価格 (Sky-High Housing)
- 9月19日 -  バート・ランス (Bert Lance) とジミー・カーター (Jimmy Carter)
- 9月26日 -  ダイアン・キートン (Diane Keaton)
- 10月3日 -  – ジョン・ル・カレ (John le Carré)
- 10月10日 -  高齢者の反乱：強制退職制度との闘い (Revolt of the Old: The Battle Over Forced Retirement)
- 10月17日 -  ジミー・カーター (Jimmy Carter) と モーシェ・ダヤン (Moshe Dayan
- 10月24日 - / ムスティスラフ・ロストロポーヴィチ (Mstislav Rostropovich)
- 10月31日 -  ハンス＝マルティン・シュライヤー (Hanns Martin Schleyer)、ユルゲン・シューマン (Jürgen Schumann)、女性テロリスト (woman terrorist)、解放された人質 (returned hostages)
- 11月7日 -  リチャード・リーキー (Richard Leakey) とホモ・ハビリス (Homo Habilis)
- 11月14日 -  問題を抱える高校 (High School in Trouble)
- 11月21日 -  ジョン・フォルスター (John Vorster)
- 11月28日 -  アンワル・サダト (Anwar Sadat)
- 12月5日 -  ヒューストン会議後：女性のための次の課題 (After Houston: What Next for Women)
- 12月12日 -  ディキシー・リー・レイ (Dixy Lee Ray)
- 12月19日 -  料理ブーム (The Cooking Craze)
- 12月26日 -  イエスと信仰者たち (Jesus and various faithfuls) - 福音主義者たち (The Evangelicals)

## 1978年
- 1月2日 -  アンワル・サダト (Anwar Sadat)、マン・オブ・ザ・イヤー (Man of the Year)
- 1月9日 -  バート・レイノルズ (Burt Reynolds) とクリント・イーストウッド (Clint Eastwood)
- 1月16日 -  第12回スーパーボウル (Super Bowl XII))
- 1月23日 -  ロバート・バード (Robert Byrd)
- 1月30日 -  マイケル・ブルーメンソール (Michael Blumenthal)
- 2月6日 -  スタンスフィールド・ターナー (Stansfield Turner)
- 2月13日 -  ピエール・トルドー (Pierre Trudeau) と ルネ・レヴェック (René Lévesque)
- 2月20日 -  コンピュータ社会 (The Computer Society)
- 2月27日 -  モハメド・アリ (Muhammad Ali)
- 3月6日 -  シェリル・ティーグス (Cheryl Tiegs)
- 3月13日 -  社会主義 (Socialism)
- 3月20日 -  石炭危機 (Coal Crisis)
- 3月27日 -  メナヘム・ベギン (Menachem Begin) と ヤーセル・アラファート (Yasser Arafat)
- 4月3日 -  ジョン・トラボルタ (John Travolta)
- 4月10日 -  弁護士たち (Lawyers)
- 4月17日 -  ソール・スタインバーグの絵：スタインバーグのファンタジー世界 (The Fantastic World of Steinberg – Saul Steinberg drawings)
- 4月24日 -  サイラス・ヴァンス (Cyrus Vance)
- 5月1日 -  ゲルシー・カークランド (Gelsey Kirkland)
- 5月8日 -  海軍への攻撃 (Attack on the Navy)
- 5月15日 -  チャールズ王子（のちのチャールズ3世） (Prince Charles)
- 5月22日 -  ファハド王子 (Prince Fahd)
- 5月29日 -  スティーブ・コーゼン (Steve Cauthen)
- 6月5日 - アフリカの政治 (Politics of Africa)
- 6月12日 -  ジョセフ・カリファノ (Joseph Califano)
- 6月19日 -  ハワード・ジャーヴィス (Howard Jarvis)
- 6月26日 -  スポーツ界の女性たち (Women in Sports )
- 7月3日 -  ウォーレン・ベイティ (Warren Beaty)
- 7月16日 -  バッキ訴訟の意味するもの (What Bakke Means)
- 7月17日 -  G・ウィリアム・ミラー (G. William Miller)
- 7月24日 -  アナトリー・シチャランスキー (Anatoli Shcharansky)
- 7月31日 -  試験管ベビー：イギリスにおける出産監視 (The Test-Tube Baby: Birth Watch in Britain )
- 8月7日 -  ロビイストたち (Lobbyists)
- 8月14日 -  航空新時代：格安料金、混み合うフライト (New Era in the Air: Cheap Fares, Crowded Flights)
- 8月21日 -  セバスティアノ・バッジョ (Baggio)、 ヨハンネス・ウィレブランズ (Willebrands、  パオロ・ベルトーリ (Bertoli)、セルジョ・ピニェドーリ (Pignedoli、 エドゥアルド・フランシスコ・ピロニオ  (Pironio)
- 8月28日 -  マリオ・プーゾ (Mario Puzo)
- 9月4日 -  ヨハネ・パウロ1世 (John Paul I)
- 9月11日 -  メナヘム・ベギン (Menachem Begin)
- 9月18日 -  イラン帝国皇帝（シャー）モハンマド・レザー・パフラヴィー (Shah of Iran Mohammad Reza Pahlavi)
- 9月25日 -  メナヘム・ベギン (Menachem Begin) と アンワル・サダト (Anwar Sadat)
- 10月2日 -  ジミー・カーター (Jimmy Carter)
- 10月9日 -  ヨハネ・パウロ1世 (John Paul I)
- 10月16日 -  ヒスパニック系アメリカ人 (Hispanic Americans)
- 10月23日 -  1978年アメリカ合衆国選挙：税回避シェルター (Elections '78: The Tax Shelters)
- 10月30日 -  ヨハネ・パウロ2世 (John Paul II)
- 11月6日 -  パット・ベネディクト (Pat Benedict)
- 11月13日 -  ドル救済 (To the Rescue: The battered Dollar)
- 11月20日 -  大勝利者たち：ジェリー・ブラウン、ビル・ブラッドリー、ヒュー・L・ケアリー、ナンシー・カセバウム、サッド・コクラン、ジェームス・R・トンプソン (Big Winners: Adding Up the Results – Brown, Bradley, Carey, Kassebaum, Cochran and Thompson)
- 11月27日 -  レティティア・ボルドリッジ (Letitia Baldrige)
- 12月4日 -  死のカルト：ジョーンズタウンの集団死 (Cult of Death (Jonestown deaths))
- 12月22日 -  ミシェル・ベルジュラック (Michel Bergerac)
- 12月18日 -  政治集会の熱気 (Convention Fever)
- 12月25日 -  ジミー・カーター (Jimmy Carter)、 鄧小平 (Teng Hsiao-p'ing)、 メナヘム・ベギン (Menachem Begin)

## 1979年
- 1月1日 -  鄧小平 (Teng Hsiao-p'ing)、マン・オブ・ザ・イヤー (Man of the Year))
- 1月8日 -  フィリップ・ジョンソン (en:Philip Johnson)
- 1月15日 -  危機の三日月：イランを超えて広がるトラブル (Crescent of Crisis: Troubles Beyond Iran)
- 1月22日 -  レオニード・ブレジネフ (Leonid Brezhnev)
- 1月29日 -  コロンビアン・コネクション：巨額が動く大麻、コカイン (Colombian Connection: Billions in Pot & Coke)
- 2月5日 -  鄧小平 (Teng Hsiao-p'ing)
- 2月12日 -  アヤトラ・ホメイニ師 (Ayatollah Khomeini)
- 2月19日 -   アルベルト・アインシュタイン (Albert Einstein)
- 2月26日 -  イラン：混乱と脱出 (Iran: Anarchy and Exodus )
- 3月5日 - / 共産主義国家間の戦争：中越戦争 (Communists at War: China and Vietnam War)
- 3月12日 -  ロビン・ウィリアムズ (Robin Williams)
- 3月19日 -  ジミー・カーター (Jimmy Carter)
- 3月26日 -  中東和平：その危険と見返り (Mideast Peace: Its Risks and Rewards)
- 4月2日 -  精神分析の憂鬱 (Psychiatry's Depression)
- 4月9日 -  核の悪夢：スリーマイル島原子力発電所 (Nuclear Nightmare: Three Mile Island )
- 4月16日 - イスラム教：戦闘的復活 (en:Islam: The Militant Revival )
- 4月23日 -  ゲイはいかにしてゲイなのか：アメリカにおける同性愛 (How gay Is gay: Homosexuality in America)
- 4月30日 -  ウディ・アレン (Woody Allen)
- 5月7日 -  石油ゲーム (The Oil Game)
- 5月14日 -  マーガレット・サッチャー (Margaret Thatcher)
- 5月21日 - / 大論争：SALT II (Now The Great Debate：SALT II)
- 5月28日 -  医療費への対処 (Medical Costs: Seeking the Cure)
- 6月4日 -  ラッセル・ベイカー (Russell Baker)
- 6月11日 -  ヘルムート・シュミット (Helmut Schmidt)
- 6月18日 -  ヨハネ・パウロ2世 (John Paul II)
- 6月25日 -  ジミー・カーター (Jimmy Carter)、 レオニード・ブレジネフ (Leonid Brezhnev)
- 7月2日 - エネルギーをめぐる混乱 (The Energy Mess)
- 7月9日 - バレルを争奪する世界：OPECの産出規制 (The World Over a Barrel: OPEC's Tightening Oil Squeeze)
- 7月16日 -  スカイラブ登場 (Here Come Skylab!)
- 7月23日 -  ジミー・カーター (Jimmy Carter)
- 7月30日 -  今度は何？：カーター政権の閣僚解任 (Now What?: Carter's Cabinet Purge )
- 8月6日 -  アメリカの指導力：未来に向かう50人の顔 (Leadership in America: 50 Faces For the Future)
- 8月13日 -  ダイアン・レイン (Diane Lane)
- 8月20日 -  裁判官を判定する：大きすぎる職務、さらに大きく (Judging the Judges: An Outsize Job – and Getting Bigger)
- 8月27日 -  ひっくり返った経済：まともにするための新方策 (The Topsy-Turvy Economy: New Ideas to Set It Right)
- 9月3日 -  アンセル・アダムス (Ansel Adams)
- 9月10日 -  ジョン・コナリー (John Connally)
- 9月17日 -  サイラス・ヴァンス (Cyrus Vance) と フィデル・カストロ (Fidel Castro)
- 9月24日 -  ルチアーノ・パヴァロッティ (Luciano Pavarotti)
- 10月1日 -  ヘンリー・キッシンジャー (Henry Kissinger)
- 10月8日 -  ホセ・ロペス・ポルティーヨ (José López Portillo)
- 10月15日 -  ヨハネ・パウロ2世 (John Paul II)
- 10月22日 -  ポール・ボルカー (Paul Volcker)
- 10月29日 -  デイヴィッド・C・ジョーンズ (David C. Jones)
- 11月5日 -  エドワード・ケネディ (Edward Kennedy)
- 11月12日 -  飢餓：カンボジアで死を見つめる (Starvation: Deathwatch in Cambodia )
- 11月19日 -  合衆国への脅迫状 (Blackmailing the U.S. )
- 11月26日 -  アヤトラ・ホメイニ師 (Ayatollah Khomeini)) と ジミー・カーター (Jimmy Carter)
- 12月3日 -  アメリカへの攻撃：イランの怒り、パキスタンにおける救出 (Attacking America: Fury in Iran, Rescue in Pakistan )
- 12月10日 -  イラン帝国皇帝（シャー）モハンマド・レザー・パフラヴィー (Shah of Iran Mohammad Reza Pahlavi)
- 12月7日 -  ザ・フー (The Who)
- 12月24日 -  アメリカを冷やす (The Cooling of America)
- 12月31日 - ゴーイング... ゴーイング... ゴーン!：骨董品ブーム (Going... Going... Gone!: The Art and Antique Boom